# Servicio ferroviario metropolitano de Palermo
El Servicio ferroviario metropolitano de Palermo (en italiano: Servizio ferroviario metropolitano di Palermo), operado por Trenitalia, se compone de dos líneas sobre la Red ferroviaria italiana.

## Red
La red está compuesta por dos líneas:
- Palermo Central - Punta Raisi
- Notarbartolo - Giachery

### Palermo Central - Punta Raisi
De Palermo Central a Tommaso Natale-Punta Raisi y viceversa discurren trenes en las dos direcciones cada media hora. Pero de Palermo Central a Punta Raisi, no todos los trenes realizan todas las paradas. Esta línea también llega al aeropuerto, por lo que también es conocida como Trinacria Express.

### Notarbartolo - Giachery
De Notarbartolo a Giachery y viceversa discurren trenes en las dos direcciones cada media hora. Los días no laborables se suspende el servicio.

## Historia
El primer tramo fue abierto en 1990, un mes antes del comienzo de la Copa Mundial de Fútbol de 1990 que se realizó en Italia. La línea tenía sólo seis estaciones: Palermo Central, Vespri, Palermo Notarbartolo, Federico, Fiera y Giachery. La línea usó el recorrido del viejo ferrocarril de Palermo a Trapani, que recorrían la ciudad a través de la ciudad hasta la estación de Notarbartolo y de allí se creó un ramal al puerto, creando nuevas estaciones.
Esta línea también se utilizó para llegar al Estadio de fútbol Renzo Barbera.
En noviembre de 1993 un nuevo tramo, fue inaugurado, en el antiguo trazado ferroviario hacia Trapani, operado por locomotoras diésel tipo ALn 668. Las dos primeras paradas fueron San Lorenzo-Colli y Tommaso Natale. En 1994 abrieron las de Francia y Cardillo-Zen.
En 2001 se abrió una nueva estación subterránea Palacio Real-Orleans) para dar servicio al centro de la ciudad. El servicio metropolitano fue extendido hasta la estación Punta Raisi que da servicio al Aeropuerto Falcone Borsellino.